# Área micropolitana de Seaford
El área micropolitana de Seaford,  y oficialmente como Área Estadística Micropolitana de Seaford, DE µSA  por la Oficina de Administración y Presupuesto, es un Área Estadística Micropolitana centrada en la ciudad de Seaford, en el estado estadounidense de Delaware. El área micropolitana tenía una población en el Censo de 2010 de 197.145 habitantes, convirtiéndola en la 1.º área metropolitana más poblada de los Estados Unidos. El área micropolitana de Seaford comprende el condado de Sussex, siendo Seaford la ciudad más poblada.

## Localidades que componen el área micropolitana

### Localidades incorporadas
- Bethany Beach (pueblo)
- Bethel (pueblo)
- Blades (pueblo)
- Bridgeville (pueblo)
- Dagsboro (pueblo)
- Delmar (parte de Delmar en Maryland) (pueblo)
- Dewey Beach (pueblo)
- Ellendale (pueblo)
- Fenwick Island (pueblo)
- Frankford (pueblo)
- Georgetown (pueblo)
- Greenwood (pueblo)
- Henlopen Acres (pueblo)
- Laurel (pueblo)
- Lewes (ciudad)
- Long Neck (lugar designado por el censo)
- Milford (parte de Milford está en el condado de Kent) (ciudad)
- Millsboro (pueblo)
- Millville (pueblo)
- Milton (pueblo)
- Ocean View (pueblo)
- Rehoboth Beach (ciudad)
- Seaford (ciudad)
- Selbyville (pueblo)
- Slaughter Beach (pueblo)
- South Bethany (pueblo)

### Áreas no incorporadas
- Angola
- Atlanta
- Gumboro
- Lincoln
- Long Neck
- Oak Orchard